# Parc national Llogara
Le parc national Llogara ou Llogora (albanais : Parku Kombëtar je Llogarasë/Llogorasë) est un parc national d'Albanie, fondé en 1966 par le Gouvernement albanais. Le parc couvre une superficie de 1 010 hectares et protège les forêts situées à une altitude allant de 470 à 2 018 m. Dans le parc se trouvent de nombreux pins noirs (Pinus nigra), des pins de Bosnie (Pinus heldreichii), des sapins bulgares (Abies borisii-signe) et des frênes (Fraxinus). Llogara était connu historiquement pour être une zone de vacances et de distractions des Albanais pendant le communisme.
Les courants d'air qui circulent dans la région ont fait plier beaucoup d'arbres, leur donnant parfois des formes intéressantes, comme la Pisha e Flamurit.

## Faune
Parmi les mammifères : le daim, le chevreuil, le chat sauvage européen, le chamois, l'écureuil roux, la loutre eurasienne, la fouine, le loup, le renard roux.
Les oiseaux les plus imposants du parc sont le vautour fauve, l'aigle royal et la perdrix bartavelle.

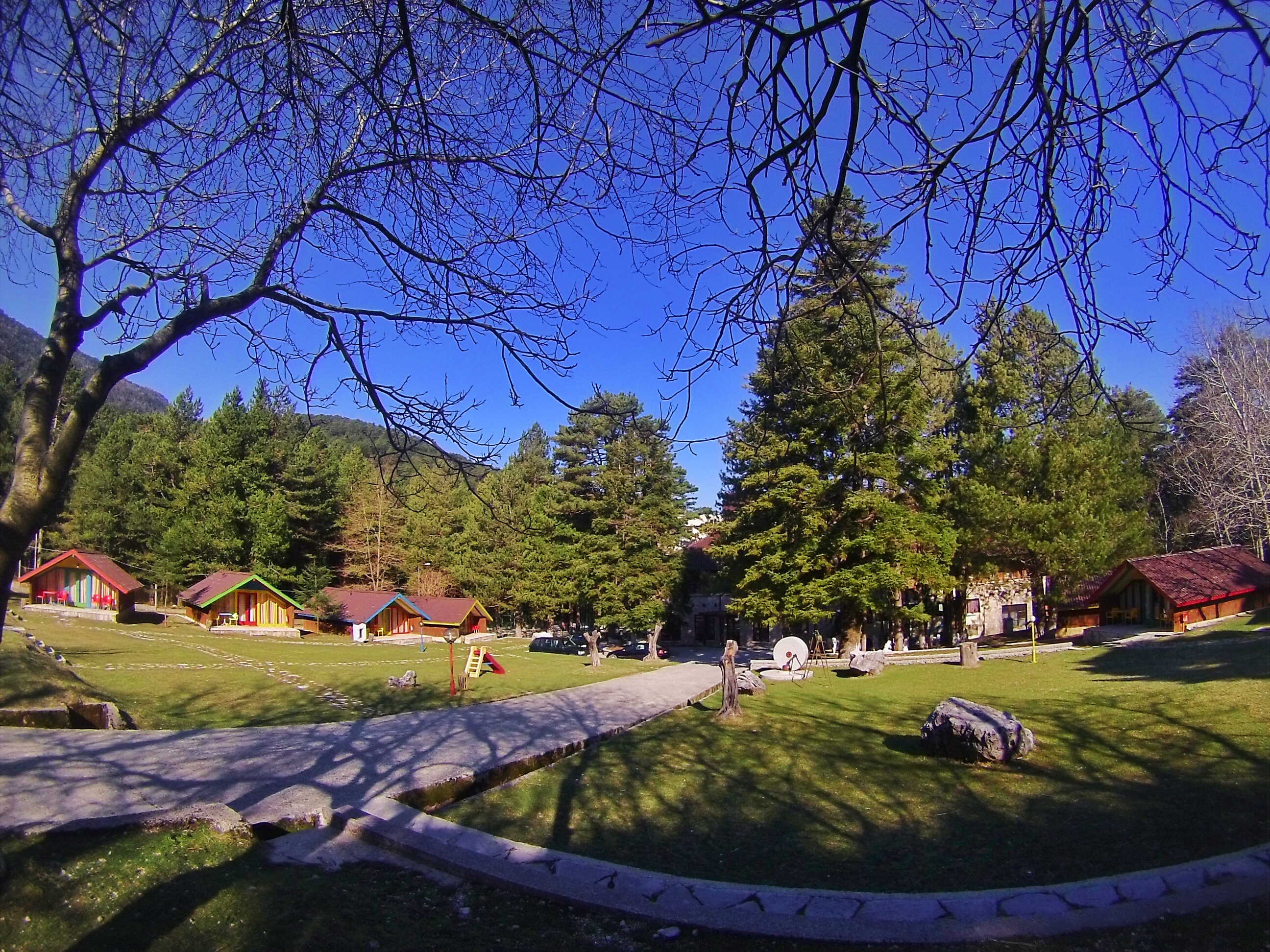
Le village touristique de Llogara.

## Loisirs
- Le long de la route, on trouve plusieurs restaurants, hôtels, et un complexe de petites cabanes en bois pour touristes.
- Les hôtels les plus connus sont le village touristique de Llogora, l'hôtel Sofo et l'hôtel Alpin.
- Le parc et les montagnes environnantes sont utilisés principalement pour la randonnée et des visites. Un site de parapente sert chaque année à un concours international, au sud de Llogara.
- Le long de la route tortueuse il y a plusieurs fournisseurs locaux de miel et de thé de montagne.
- Le Passage de César (Qafa e Cezarit) est nommé d'après Jules César, qui marcha à proximité de la zone à la poursuite de Pompée, et se trouve à proximité du col de Llogara.

## Galerie

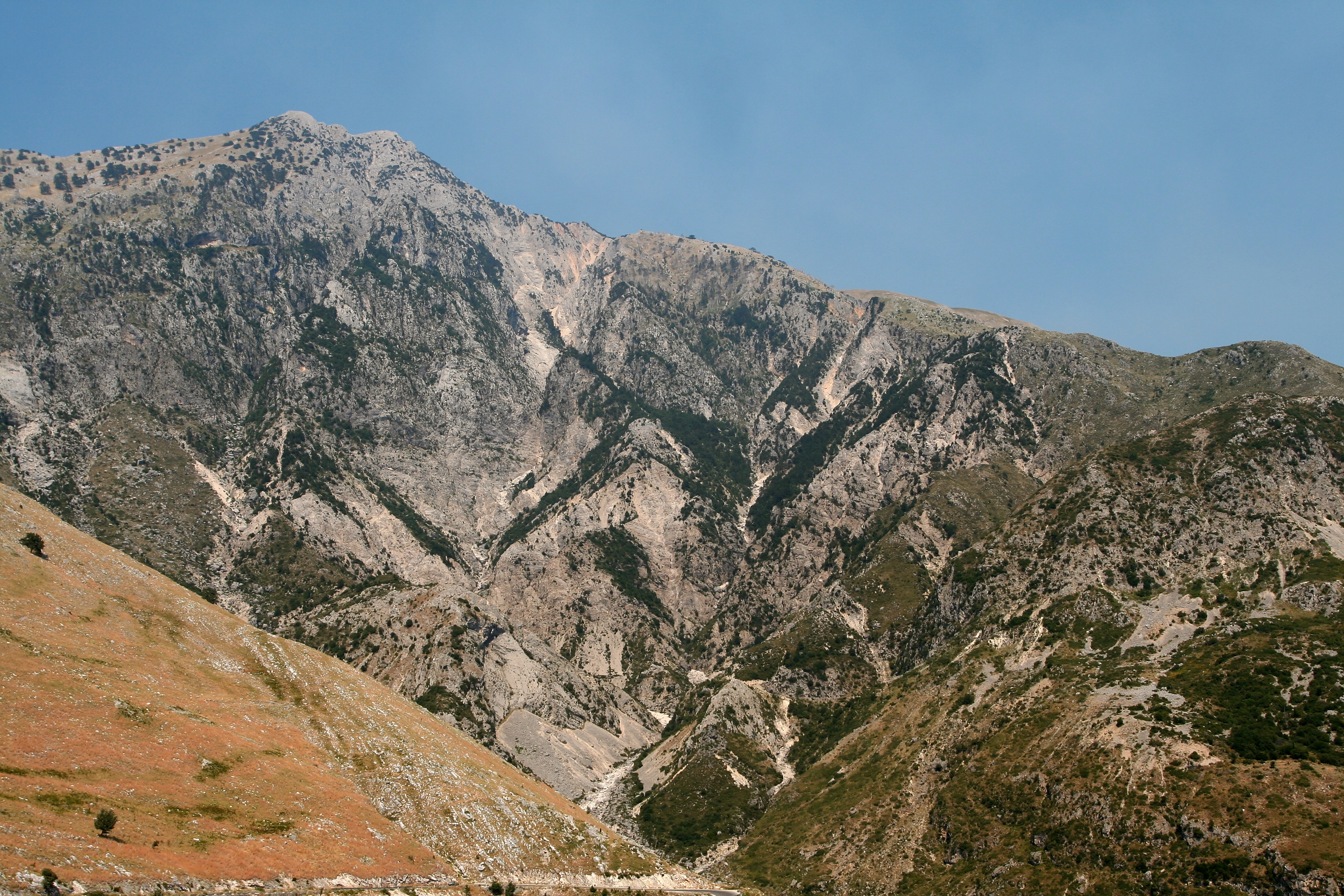
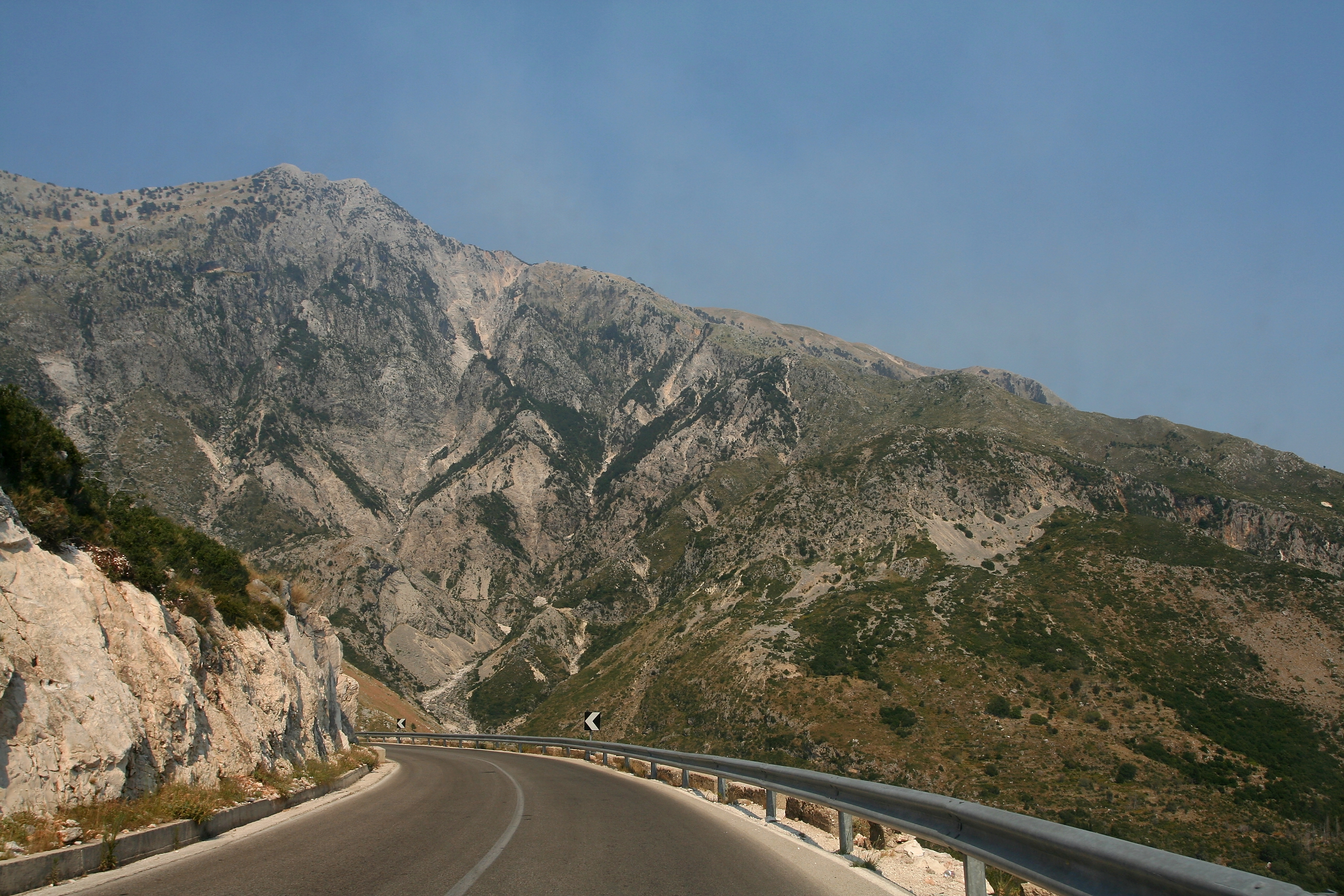
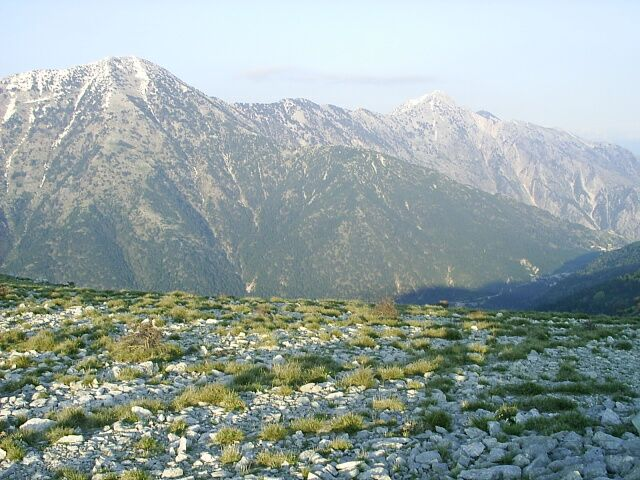
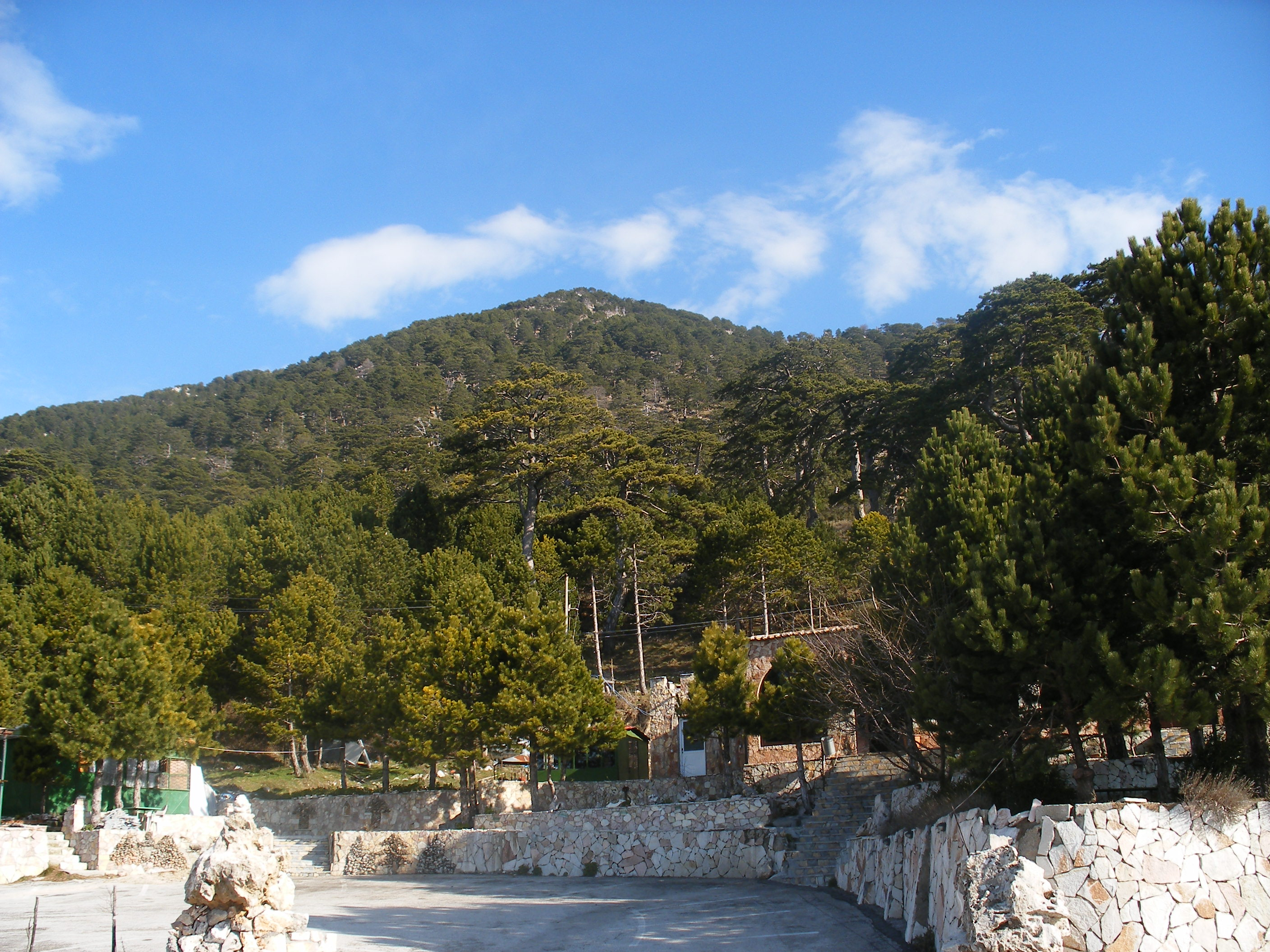